# کیژکی (استان وارمی-ماسوری)
کیژکی (به لهستانی:  Kierzki) یک روستا در لهستان است که در گمینا بانگه مازورسکیه واقع شده‌است. کیژکی  ۱۲۰ نفر جمعیت دارد.